# Provincieraadsverkiezingen
De provincieraadsverkiezingen zijn verkiezingen waarbij de provincieraden van de 10 Belgische provincies worden verkozen. Sinds 2001 worden deze door de gewesten georganiseerd. Er is dus aparte wetgeving voor de vijf Vlaamse en vijf Waalse provincies, maar in allebei worden ze zesjaarlijks op de tweede zondag van oktober gehouden. Ze vallen daarbij samen met de gemeenteraadsverkiezingen, terwijl dit vroeger met de parlementsverkiezingen was. Omdat voor alle provincies op dezelfde dag verkiezingen worden gehouden, spreekt men veelal van provincieraadsverkiezingen (in het meervoud).

## Beschrijving
De grondbeginselen van het Belgisch kiessysteem zijn vastgelegd in de Grondwet en de Provinciekieswet. De verkiezingen gebeuren representatief op basis van het algemeen enkelvoudig stemrecht met uitzondering van minderjarigen (-18) die geen stemrecht hebben. Daarnaast wordt het principe van de evenredige vertegenwoordiging toegepast. De stemming is geheim en verplicht voor iedereen met de Belgische nationaliteit die in de gemeente woont. Men dient zich minstens aan te melden in het stembureau en het stemhokje te betreden. Bij volmacht, blanco of ongeldig stemmen is toegestaan. Een stembiljet of -kaart waar schade aan is, is eveneens ongeldig. Het stembiljet voor de provincieraad – met daarop de kieslijsten van de verschillende partijen – heeft tevens een opvolgerslijst. De provincieraadsverkiezingen vallen sinds 1993 samen met de gemeenteraadsverkiezingen en de districtraadsverkiezingen in Antwerpen.
De verkiezingen gebeuren niet in één kieskring per provincie (zoals bij de regionale en federale verkiezingen), maar in kleine kieskringen die "provinciedistricten" worden genoemd. In het hele district wordt steeds dezelfde kieslijst aangeboden. Dit gebeurt via een systeem van apparentering op het niveau van de administratieve arrondissementen. Apparentering houdt in dat de meeste zetels evenredig verdeeld worden op het niveau van het provinciedistrict, maar dat sommige zetels op het niveau van het arrondissement worden verdeeld. Zo wordt een evenredige verdeling van de zetels over de kiesdistricten gecombineerd met een evenredige verdeling van de zetels onder de partijen op het niveau van het arrondissement. Apparentering werd tot en met 1999 ook gebruikt om de federale Kamer en het Vlaams en Waals parlement te verkiezen.
De verkiezingen vinden plaats in verschillende stembureaus verspreid over de provincie. Iedere kiezer kan één stem uitbrengen, maar daarbij verschillende kandidaten binnen één lijst aanduiden. Ook kan men een lijststem uitbrengen. Daarnaast is er nog een geheel van algemene of specifieke wetten en reglementaire besluiten over de (provincieraads)verkiezingen. Afhankelijk van de grootte van het provinciedistrict moeten er tussen de 6 en 21 zetels verdeeld worden. Deze lokale verkiezingen worden georganiseerd door het gewest waartoe de provincies behoren. In Vlaanderen staat het Agentschap voor Binnenlands Bestuur van de Vlaamse overheid in voor de organisatie van deze verkiezingen.
De verkozenen zetelen voor een legislatuur van zes jaar en hebben daarbij de vrijheid om verordeningen te maken. Na de provincieraadsverkiezingen vinden er coalitiebesprekingen plaats tussen de verschillende lokale politieke partijen om tot een meerderheid te komen. In het geval een partij alleen de absolute meerderheid behaalt, mag ze vanzelfsprekend alleen besturen. In de andere gevallen hebben de lokale partijen tot 1 januari van het daaropvolgende jaar om tot een bestuursakkoord te komen, vervolgens verdelen ze de mandaten van de deputatie en de mandaten in de RESOC's.

## Geschiedenis

### 1836-1914
De Provinciewet dateert van 30 april 1836, een maand na de eerste gemeentewet. De provinciewet regelde toen ook het kiessysteem voor de provincies; dit werd analoog aan dat voor de wetgevende kamers georganiseerd. De termijn van de provincieraadsleden was vier jaar, waarbij elke twee jaar de helft verkozen werd (partiële verkiezingen). De (reguliere) verkiezingen vonden plaats op de vierde maandag van mei. De provincieraadsleden werden bij meerderheidsstelsel verkozen per kieskanton en ze werden wanneer nodig (na bv. overlijden of ontslag) vervangen in buitengewone verkiezingen.
De Kieswet van 1831 en de delen van de Provinciewet en de Gemeentewet werden samengevoegd tot het Kieswetboek van 18 mei 1872. Vervolgens kwam er opnieuw versnippering: eerst het Kieswetboek van 12 april 1894 voor wetgevende verkiezingen, gevolgd door de wet van 22 april 1898 op de provincieverkiezingen. De termijn van provincieraden en -raadsleden werd verdubbeld naar acht jaar met partiële verkiezingen om de vier jaar. De buitengewone verkiezingen werden vervangen door het systeem van opvolgers. Dit laatste werd een jaar later ook voor de wetgevende verkiezingen samen met evenredige vertegenwoordiging ingevoerd; voor de provincieraadsverkiezingen bleef het meerderheidsstelsel echter voorlopig nog bestaan.
Er werden tussen 1836 en 1914 vier integrale verkiezingen (namelijk in 1836, 1848, 1872 en 1894) en 32 partiële verkiezingen gehouden. De laatste verkiezingen onder dit systeem vonden plaats op 9 juni 1912.

### 1921-heden
Na de Eerste Wereldoorlog werd het politieke systeem grondig hervormd. Het provinciale niveau volgde met de wet van 19 oktober 1921 tot regeling van de provincieraadsverkiezingen. Het systeem van partiële verkiezingen werd vervangen door volledige vernieuwing om de vier jaar. Ook werd de evenredige vertegenwoordiging ingevoerd, waarvoor de 222 kieskantons werden gegroepeerd in 102 provinciedistricten, die sindsdien als kiesomschrijving dienen.
Het aantal provincieraadsleden werd als volgt vastgelegd:
- Minder dan 250.000 inwoners: 50 provincieraadsleden
- Tussen de 250 en de 500.000 inwoners: 60 provincieraadsleden
- Tussen de 500 en de 750.000 inwoners: 70 provincieraadsleden
- Tussen de 750 en de 100.0000 inwoners: 80 provincieraadsleden
- Meer dan 1.000.000 inwoners: 90 provincieraadsleden

Deze wet is meermaals gewijzigd geweest maar is de basis gebleven tot aan de federalisering: het Brussels Gewest heeft geen provinciaal niveau meer sinds 1995, in Vlaanderen werd de wet vervangen door het Lokaal en Provinciaal Kiesdecreet van 8 juli 2011 maar in Wallonië is de wet nog van toepassing.
Voor 1949 werden de provincieraadsverkiezingen bij normale hernieuwing veertien dagen na de parlementsverkiezingen gehouden. Door de wet van 15 mei 1949 werden vanaf dan beide verkiezingen op dezelfde dag georganiseerd. De wet werd reeds een maand later bij de verkiezingen van 26 juni 1949 toegepast. De laatste zulke verkiezing werd op 24 november 1991 gehouden.
De vierde staatshervorming van 1992 voorzag in onder meer de rechtstreekse verkiezing van de regionale parlementen en de splitsing van de provincie Brabant. Hierdoor worden er sinds de verkiezingen van 9 oktober 1994 tien in plaats van negen provincieraden verkozen en worden ze tezamen met de gemeenteraadsverkiezingen georganiseerd. Hierdoor kregen de provincieraden dus een vaste legislatuur van zes jaar, in plaats van afhankelijk te zijn van een eventuele vroegtijdige ontbinding van het parlement zoals dit voor de laatste verkiezingen in 1991 was gebeurd.
In Vlaanderen is er sinds 7 juli 2006 een verdeling van het aantal zetels op basis van het Provinciedecreet van december 2005. Het werd in 2011 herzien, na een klacht bij het Grondwettelijk Hof van 5 december 2007 die de indeling vernietigde omdat deze een schending vormde van de grondwetsartikelen 10 en 11. Het hof oordeelde dat het verschil in omvang een niet-redelijke impact uitoefende op de verkiezingsresultaten. De vaststelling gold voornamelijk voor de kleine provinciedistricten van de provincies Limburg, West- en Oost-Vlaanderen.
Sinds 2013 (dat wil zeggen na de provincieraadsverkiezingen van oktober 2012) tellen de provincieraden van de Vlaamse provincies twaalf leden minder, dus in totaal 60 provincieraadsleden minder. Dat betekent: 72 voor Antwerpen, Oost-Vlaanderen, Vlaams-Brabant en West-Vlaanderen; 63 voor Limburg. In Wallonië is er een nog grotere vermindering gebeurd van het aantal provincieraadsleden, in totaal 104 provincieraadsleden minder. Bij bijzonder decreet van 30 juni 2016 werden de aantallen van de Vlaamse provincieraden echter gehalveerd.
| Provincie            | Tot 2012 | 2013-2018 | Vanaf 2019 |
| -------------------- | -------- | --------- | ---------- |
| Antwerpen            | 84       | 72        | 36         |
| Limburg              | 75       | 63        | 31         |
| Oost-Vlaanderen      | 84       | 72        | 36         |
| Vlaams-Brabant       | 84       | 72        | 36         |
| West-Vlaanderen      | 84       | 72        | 36         |
| Totaal Vlaams Gewest | 411      | 351       | 175        |
| Henegouwen           | 84       | 56        | 56         |
| Luik                 | 84       | 56        | 56         |
| Luxemburg            | 47       | 37        | 37         |
| Namen                | 56       | 37        | 37         |
| Waals-Brabant        | 56       | 37        | 37         |
| Totaal Waals Gewest  | 327      | 223       | 223        |

## Indeling
De zetelaantallen weergegeven in onderstaande tabel zijn de aantallen voor de provincieraden.
| Vlaams Gewest                                |                               |                   |
| kieskring                                    | kiesarrondissement            |                   |
| Kieskring Antwerpen (36 zetels)              | Antwerpen (20)                |                   |
| Kieskring Antwerpen (36 zetels)              | Mechelen (7)                  |                   |
| Kieskring Antwerpen (36 zetels)              | Turnhout (9)                  |                   |
| Kieskring Limburg (31 zetels)                | Hasselt (15)                  |                   |
| Kieskring Limburg (31 zetels)                | Maaseik (9)                   |                   |
| Kieskring Limburg (31 zetels)                | Tongeren (7)                  |                   |
| Kieskring Oost-Vlaanderen (36 zetels)        | Aalst-Oudenaarde (10)         |                   |
| Kieskring Oost-Vlaanderen (36 zetels)        | Dendermonde-Sint-Niklaas (11) |                   |
| Kieskring Oost-Vlaanderen (36 zetels)        | Gent (15)                     |                   |
| Kieskring West-Vlaanderen (36 zetels)        | Brugge (9)                    |                   |
| Kieskring West-Vlaanderen (36 zetels)        | Ieper-Oostende-Diksmuide (11) |                   |
| Kieskring West-Vlaanderen (36 zetels)        | Kortrijk-Roeselare-Tielt (16) |                   |
| Kieskring Vlaams-Brabant (36 zetels)         | Leuven (16)                   |                   |
| Kieskring Vlaams-Brabant (36 zetels)         | Halle-Vilvoorde (20)          |                   |
| Waals Gewest                                 |                               |                   |
| kieskring                                    | kiesarrondissement            | provinciedistrict |
| Kieskring Henegouwen (56 zetels)             |                               |                   |
| Doornik - Aat (13)                           | Doornik (9)                   |                   |
| Doornik - Aat (13)                           | Aat (4)                       |                   |
| Charleroi (18)                               | Charleroi (9)                 |                   |
| Charleroi (18)                               | Châtelet (4)                  |                   |
| Charleroi (18)                               | Fontaine-l'Évêque (5)         |                   |
| Thuin (6)                                    | Thuin (6)                     |                   |
| Bergen (11)                                  | Bergen (4)                    |                   |
| Bergen (11)                                  | Boussu (7)                    |                   |
| Zinnik (8)                                   | Zinnik (4)                    |                   |
| Zinnik (8)                                   | La Louvière (4)               |                   |
| Kieskring Luik (56 zetels)                   |                               |                   |
| Hoei - Borgworm (10)                         | Hoei (6)                      |                   |
| Hoei - Borgworm (10)                         | Borgworm (4)                  |                   |
| Luik (31)                                    | Luik (10)                     |                   |
| Luik (31)                                    | Wezet (5)                     |                   |
| Luik (31)                                    | Fléron (7)                    |                   |
| Luik (31)                                    | Seraing (4)                   |                   |
| Luik (31)                                    | Saint-Nicolas (5)             |                   |
| Verviers (15)                                | Verviers (7)                  |                   |
| Verviers (15)                                | Dison (4)                     |                   |
| Verviers (15)                                | Eupen (4)                     |                   |
| Kieskring Luxemburg (37 zetels)              |                               |                   |
| Aarlen - Marche-en-Famenne - Bastenaken (21) | Aarlen (8)                    |                   |
| Aarlen - Marche-en-Famenne - Bastenaken (21) | Marche-en-Famenne (7)         |                   |
| Aarlen - Marche-en-Famenne - Bastenaken (21) | Bastenaken (6)                |                   |
| Neufchâteau - Virton (16)                    | Neufchâteau (5)               |                   |
| Neufchâteau - Virton (16)                    | Bouillon (4)                  |                   |
| Neufchâteau - Virton (16)                    | Virton (7)                    |                   |
| Kieskring Namen (37 zetels)                  |                               |                   |
| Namen (23)                                   | Namen (9)                     |                   |
| Namen (23)                                   | Andenne (5)                   |                   |
| Namen (23)                                   | Gembloers (9)                 |                   |
| Dinant - Philippeville (14)                  | Dinant (5)                    |                   |
| Dinant - Philippeville (14)                  | Ciney (4)                     |                   |
| Dinant - Philippeville (14)                  | Philippeville (5)             |                   |
| Kieskring Waals-Brabant (37 zetels)          |                               |                   |
| Nijvel (37)                                  | Nijvel (16)                   |                   |
| Nijvel (37)                                  | Waver (21)                    |                   |

## Structuur
| Provincieraads- verkiezingen | Provincieraads- verkiezingen | Supranationaal                                                  | Nationaal                                                       | Nationaal                         | Gemeenschap                                                                                   | Gewest                                                                               | Provincie | Arrondissement          | Provinciedistrict | Kanton          | Gemeente        | District         |
| ---------------------------- | ---------------------------- | --------------------------------------------------------------- | --------------------------------------------------------------- | --------------------------------- | --------------------------------------------------------------------------------------------- | ------------------------------------------------------------------------------------ | --- | ----------------------- | ----------------- | --------------- | --------------- | ---------------- |
| Administratief               | Niveau                       | Europese Unie                                                   | België                                                          | België                            | Vlaanderen Wallonië                                                                           | Vlaanderen Wallonië                                                                  | Antwerpen Limburg Oost-Vlaanderen West-Vlaanderen Vlaams-Brabant Luik Henegouwen Namen Waals-Brabant Luxemburg | 43                      | 43                | 43              | 589             | 9                |
| Administratief               | Niveau                       | Europese Unie                                                   | België                                                          | België                            | Vlaamse Gemeenschap Franse Gemeenschap Duitstalige Gemeenschap                                | Vlaams Gewest Waals Gewest Brussels Hoofdstedelijk Gewest                            | Antwerpen Limburg Oost-Vlaanderen West-Vlaanderen Vlaams-Brabant Luik Henegouwen Namen Waals-Brabant Luxemburg | 43                      | 43                | 43              | 589             | 9                |
| Administratief               | Bestuur                      | Europese Commissie                                              | Belgische regering                                              | Belgische regering                | Vlaamse regering Franse gemeenschapsregering Regering van de Duitstalige Gemeenschap          | Vlaamse regering Waalse Regering Brusselse Hoofdstedelijke Regering                  | Deputatie | Deputatie               | Deputatie         | Deputatie       | Gemeentebestuur | Districtscollege |
| Administratief               | Raad                         | Europees Parlement                                              | Senaat                                                          | Kamer van volksvertegenwoordigers | Vlaams Parlement Parlement van de Franse Gemeenschap Parlement van de Duitstalige Gemeenschap | Vlaams Parlement Waals Parlement Brussels Hoofdstedelijk Parlement                   | Provincieraad                                                                                                  | Provincieraad           | Provincieraad     | Provincieraad   | Gemeenteraad    | Districtsraad    |
| Kiesomschrijving             | Kiesomschrijving             | Frans Kiescollege Nederlands Kiescollege Duitstalig Kiescollege | Frans Kiescollege Nederlands Kiescollege Duitstalig Kiescollege | 12 kieskringen                    | 12 kieskringen                                                                                | 12 kieskringen                                                                       | 12 kieskringen                                                                                                 | 46 kiesarrondissementen | 69                | 208             | 589             | 9                |
| Verkiezing                   | Verkiezing                   | Europese                                                        | Federale                                                        | Federale                          | Vlaamse, Brusselse, Waalse, Duitse Gemeenschaps-, en Franse Gemeenschapsverkiezingen          | Vlaamse, Brusselse, Waalse, Duitse Gemeenschaps-, en Franse Gemeenschapsverkiezingen | Provincieraads-                                                                                                | Provincieraads-         | Provincieraads-   | Provincieraads- | Gemeenteraads-  | Districtsraads-  |